# Olympische Sommerspiele 2012/Teilnehmer (Guam)
| Gelbes Symbol für Goldmedaillen mit stilisierten Olympischen Ringen | Graues Symbol für Silbermedaillen mit stilisierten Olympischen Ringen | Braundes Symbol für Bronzemedaillen mit stilisierten Olympischen Ringen |
| ------------------------------------------------------------------- | --------------------------------------------------------------------- | ----------------------------------------------------------------------- |
| —                                                                   | —                                                                     | —                                                                       |

Guam nahm in London an den Olympischen Spielen 2012 teil. Es war die insgesamt siebte Teilnahme an Olympischen Sommerspielen. Das Guam National Olympic Committee nominierte acht Athleten in fünf Sportarten.

## Teilnehmer nach Sportart

### Judo
| Athleten         | Wettbewerb         | 1. Runde | 1. Runde | Achtelfinale | Achtelfinale | Viertelfinale | Viertelfinale | Hoffnungsrunde Halbfinale | Hoffnungsrunde Halbfinale | Halbfinale    | Halbfinale    | Hoffnungsrunde Finale | Hoffnungsrunde Finale | Finale        | Finale        | Rang          |
| Athleten         | Wettbewerb         | Gegner   | Ergebnis | Gegner       | Ergebnis     | Gegner        | Ergebnis      | Gegner                    | Ergebnis                  | Gegner        | Ergebnis      | Gegner                | Ergebnis              | Gegner        | Ergebnis      | Rang          |
| ---------------- | ------------------ | -------- | -------- | ------------ | ------------ | ------------- | ------------- | ------------------------- | ------------------------- | ------------- | ------------- | --------------------- | --------------------- | ------------- | ------------- | ------------- |
| Männer           |                    |          |          |              |              |               |               |                           |                           |               |               |                       |                       |               |               |               |
| Ricardo Blas Jr. | Klasse über 100 kg | F. Keita | 101-0002 | O. Brayson   | 100-0001     | ausgeschieden | ausgeschieden | ausgeschieden             | ausgeschieden             | ausgeschieden | ausgeschieden | ausgeschieden         | ausgeschieden         | ausgeschieden | ausgeschieden | ausgeschieden |

### Leichtathletik
Laufen und Gehen
| Athleten      | Wettbewerb | Vorlauf     | Vorlauf | Halbfinale    | Halbfinale    | Finale        | Finale        | Rang |
| Athleten      | Wettbewerb | Zeit        | Rang    | Zeit          | Rang          | Zeit          | Rang          | Rang |
| ------------- | ---------- | ----------- | ------- | ------------- | ------------- | ------------- | ------------- | ---- |
| Frauen        |            |             |         |               |               |               |               |      |
| Amy Atkinson  | 800 m      | 2:18,53 min | 5       | ausgeschieden | ausgeschieden | ausgeschieden | ausgeschieden | 36   |
| Männer        |            |             |         |               |               |               |               |      |
| Derek Mandell | 800 m      | 1:58,94 min | 6       | ausgeschieden | ausgeschieden | ausgeschieden | ausgeschieden | 50   |

### Radsport

#### Mountainbike

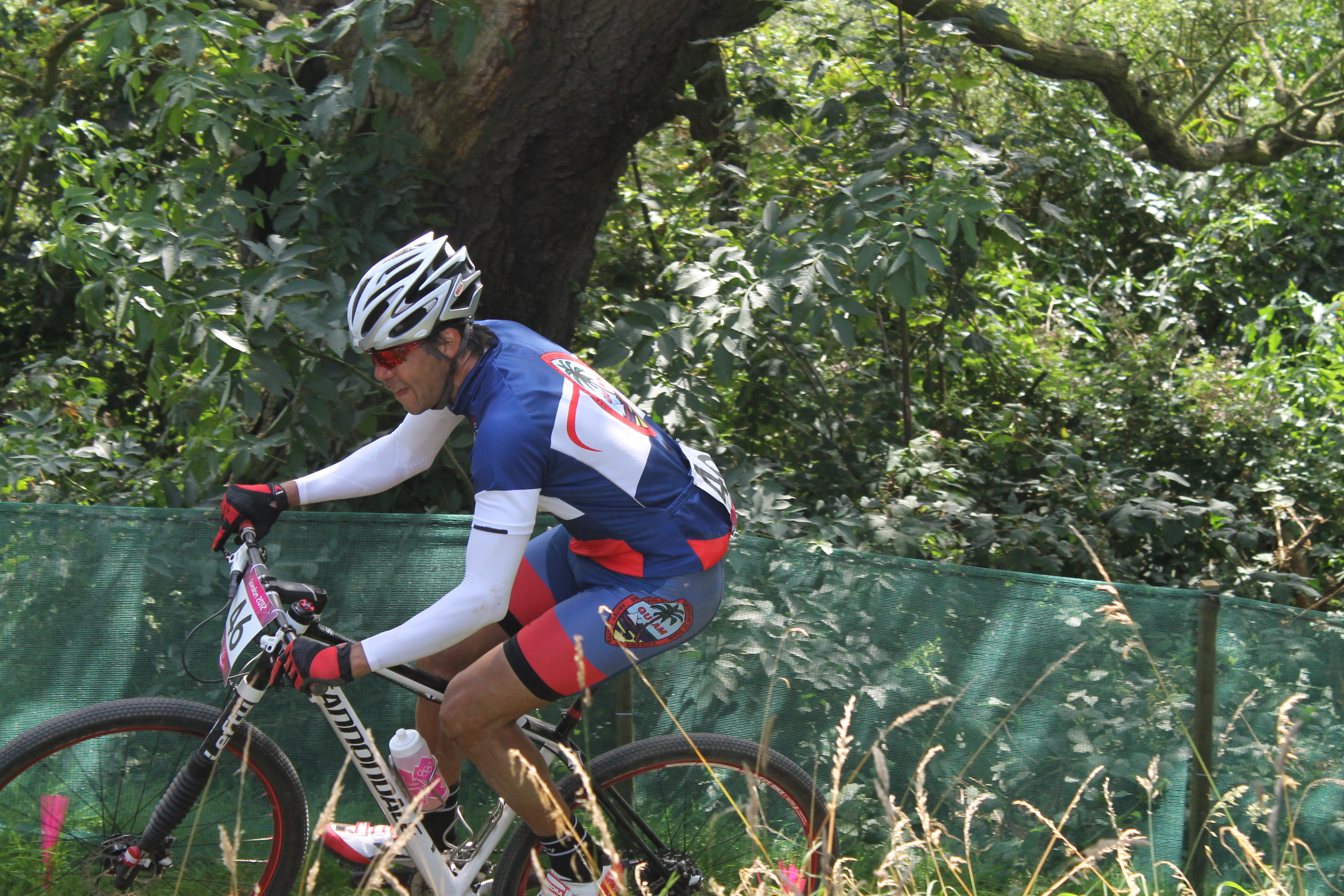
Derek Horton

| Athleten     | Wettbewerb    | Zeit       | Rang |
| ------------ | ------------- | ---------- | ---- |
| Männer       |               |            |      |
| Derek Horton | Cross-Country | überrundet | 42   |

### Ringen
| Athleten        | Wettbewerb       | 1. Runde         | 1. Runde | Achtelfinale  | Achtelfinale  | Viertelfinale | Viertelfinale | Halbfinale    | Halbfinale    | Hoffnungsrunde Viertelfinale | Hoffnungsrunde Viertelfinale | Hoffnungsrunde Halbfinale | Hoffnungsrunde Halbfinale | Hoffnungsrunde Finale | Hoffnungsrunde Finale | Finale        | Finale        | Rang |
| Athleten        | Wettbewerb       | Gegner           | Ergebnis | Gegner        | Ergebnis      | Gegner        | Ergebnis      | Gegner        | Ergebnis      | Gegner                       | Ergebnis                     | Gegner                    | Ergebnis                  | Gegner                | Ergebnis              | Gegner        | Ergebnis      | Rang |
| --------------- | ---------------- | ---------------- | -------- | ------------- | ------------- | ------------- | ------------- | ------------- | ------------- | ---------------------------- | ---------------------------- | ------------------------- | ------------------------- | --------------------- | --------------------- | ------------- | ------------- | ---- |
| Freistil Frauen |                  |                  |          |               |               |               |               |               |               |                              |                              |                           |                           |                       |                       |               |               |      |
| Maria Dunn      | Klasse bis 63 kg | Ljubow Wolossowa | 0:5      | ausgeschieden | ausgeschieden | ausgeschieden | ausgeschieden | ausgeschieden | ausgeschieden | ausgeschieden                | ausgeschieden                | ausgeschieden             | ausgeschieden             | ausgeschieden         | ausgeschieden         | ausgeschieden | ausgeschieden | 18   |

### Schwimmen
| Athleten           | Wettbewerb       | Vorlauf     | Vorlauf | Halbfinale    | Halbfinale    | Finale        | Finale        | Rang |
| Athleten           | Wettbewerb       | Zeit        | Rang    | Zeit          | Rang          | Zeit          | Rang          | Rang |
| ------------------ | ---------------- | ----------- | ------- | ------------- | ------------- | ------------- | ------------- | ---- |
| Frauen             |                  |             |         |               |               |               |               |      |
| Pilar Shimizu      | 100 m Brust      | 1:15,76 min | 2       | ausgeschieden | ausgeschieden | ausgeschieden | ausgeschieden | 42   |
| Männer             |                  |             |         |               |               |               |               |      |
| Christopher Duenas | 100 m Freistil   | 53,37 s     | 7       | ausgeschieden | ausgeschieden | ausgeschieden | ausgeschieden | 44   |
| Benjamin Schulte   | 10 km Freiwasser | –           | –       | –             | –             | 2:03:35,1 h   | 25            | 25   |